# 横須賀市南体育会館
横須賀市南体育会館は、神奈川県横須賀市久里浜にあるスポーツ施設。なお、久里浜にある体育館（久里浜6丁目14-1）のほか、くりはま花の国プール（神明町1821-12）も南体育会館を構成する施設とされている。

## 概要
横須賀市の公営施設である。
指定管理者は、一般財団法人スポーツコミュニティよこすか（シティサポートよこすか、京急サービス、新生ビルテクノ）。
同じ敷地内に、久里浜行政センター、久里浜コミュニティセンター、横須賀南図書館がある。
団体での利用が優先され、個人の利用は制約がある。
京急久里浜駅より徒歩15分ほどの場所にある。

## 主な施設
- 競技場
  - バスケットボール2面、あるいはバレーボール3面が設置できる。
  - 体操、フットサル、バウンドテニスなどで利用できる。
- 小体育室
  - 剣道、 空手、合気道、太極拳などで利用できる。
- 更衣室
- シャワー